# Людвиківка (пам'ятка природи)
Людвиківка — ботанічна пам’ятка природи місцевого значення в Україні. Об'єкт природно-заповідного фонду Житомирської області. Пам'ятка знаходиться на території Соболівського лісництва Романівського лісгоспу.
Площа 4,6 га. Статус надано згідно з рішенням 20 сесії 8 скликання Житомирської обласної ради від 20.06.2024 року №767. 
Пам’ятка природи створена з метою збереження виду Еритроній собачий зуб (Erythronium dens-canis L.), занесеного до Червоної книги України.

## Галерея

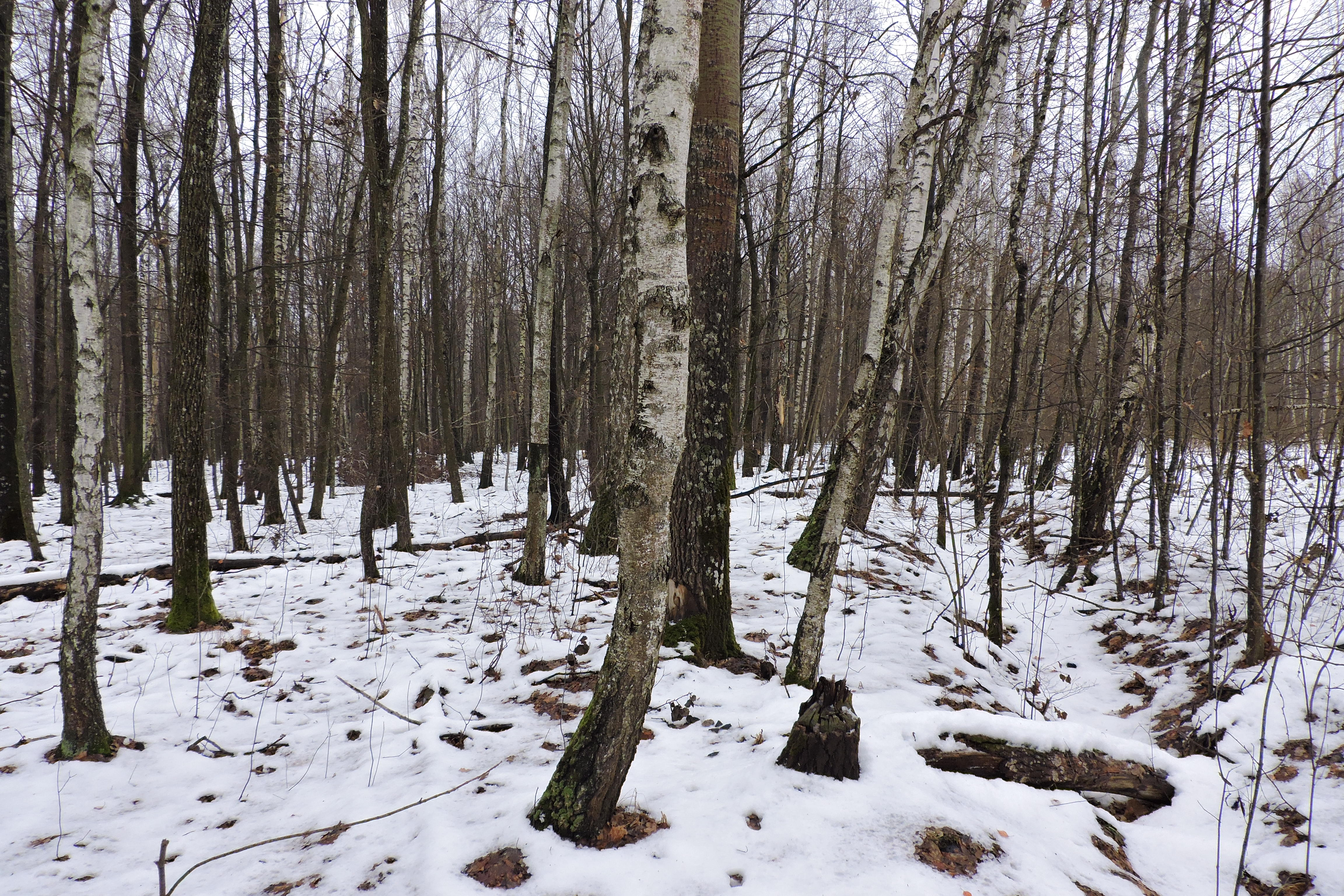
Грабово-дубовий з домішкою берези на межі з самозалісеною ділянкою
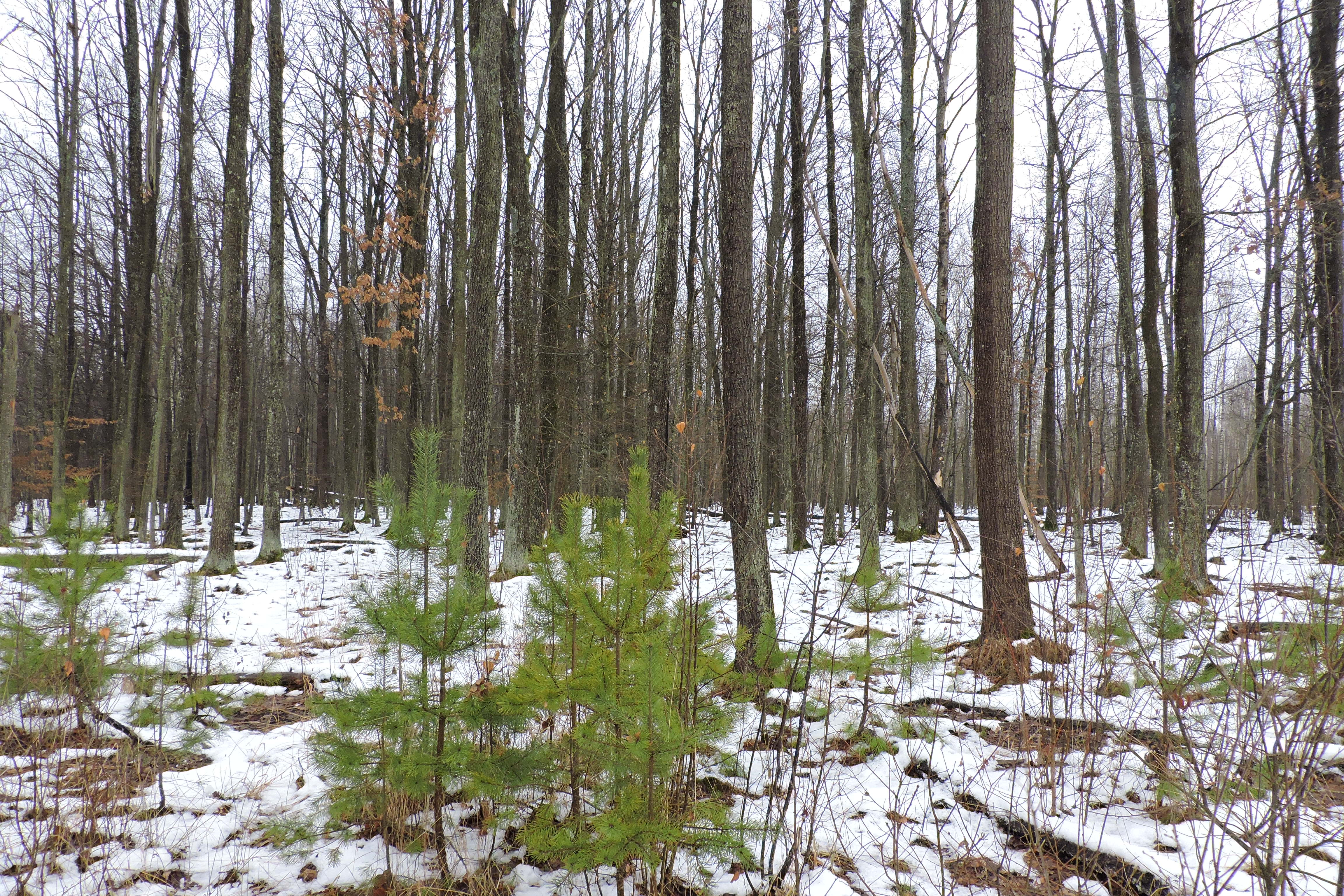
Грабово-дубовий ліс біля річки Нивна в південній частині пам'ятки природи